# Escola de pensamento

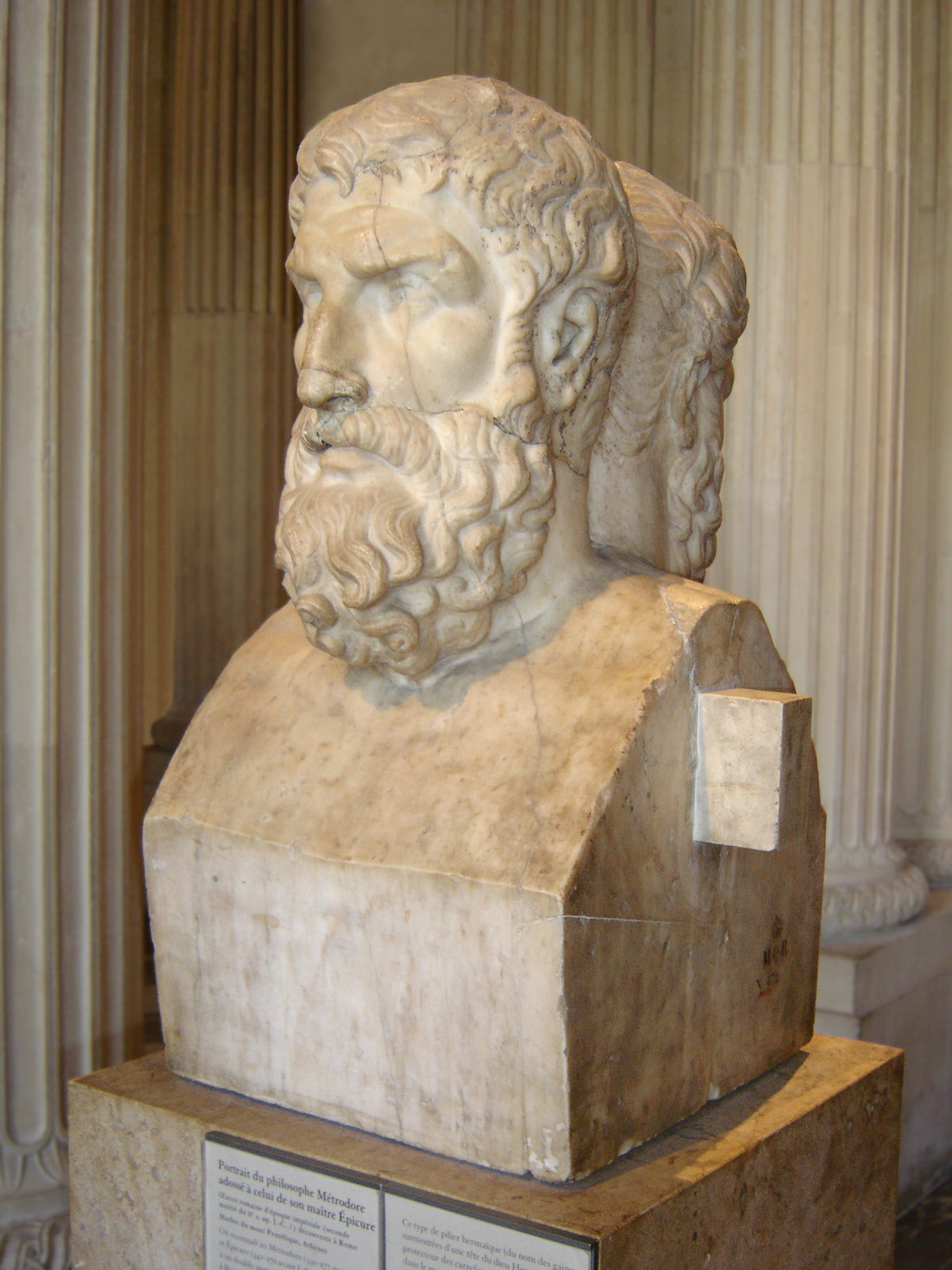
Busto de Epicuro (341 — 271 ou 270 a.C), o fundador da escola de pensamento conhecida como epicurismo.

Uma escola de pensamento pode ser entendida como a perspetiva de um conjunto de pessoas que partilham um entendimento comum de um determinado domínio de conhecimento ou disciplina. Na psicologia, por exemplo, existem atualmente sete grandes escolas de pensamento.